# RVZ-6M2

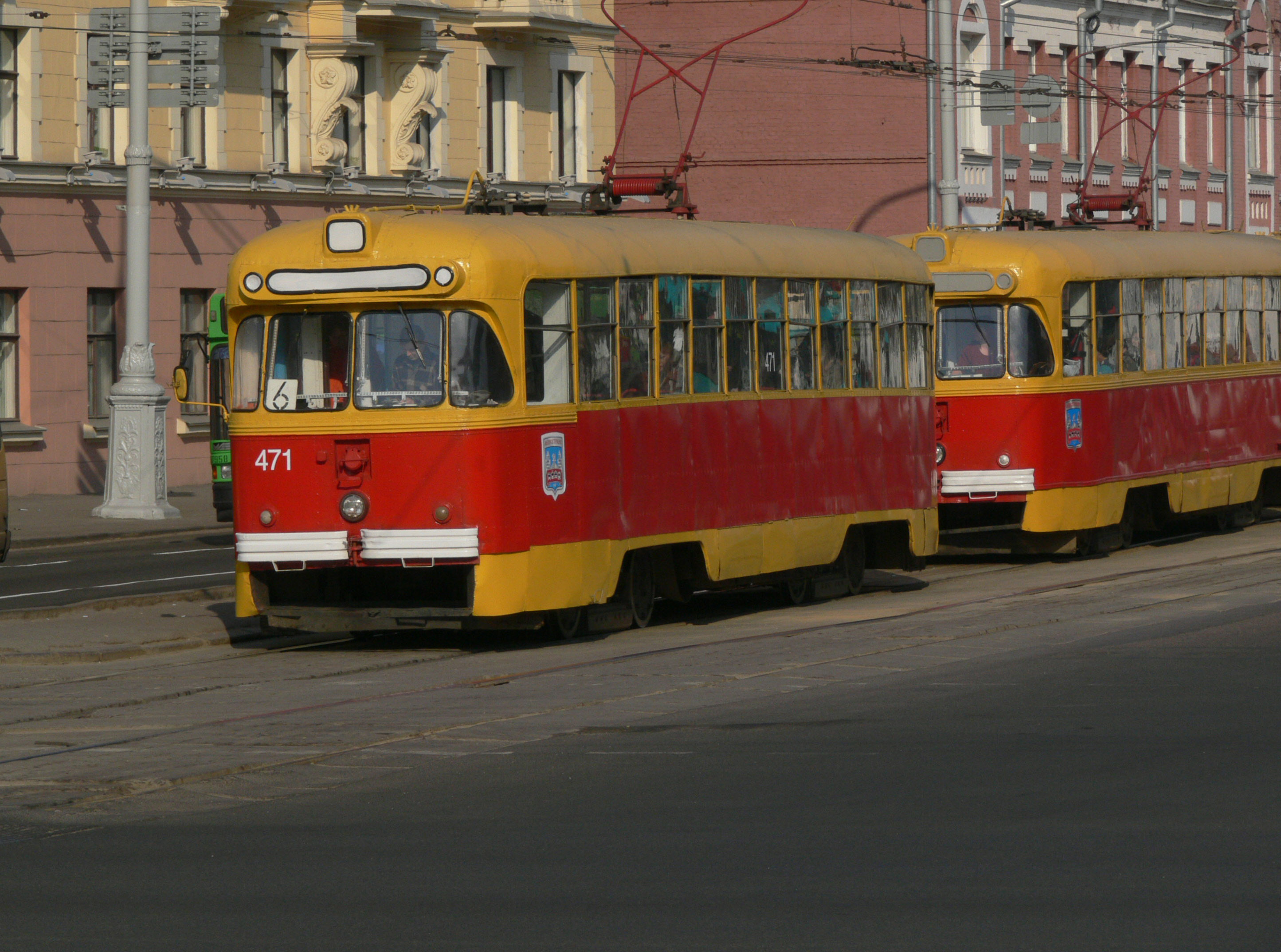
Spårvagn av typ RVZ-6M2 i Minsk i Vitryssland

RVZ-6M2 var en spårvagnsmodell som tillverkades av det lettiska statsägda företaget Rīgas Vagonbūves Rūpnīca, och under andra beteckningar av andra sovjetiska verkstadsföretag. Den är av envägstyp och har fyra hjulaxlar och är drygt 14 meter lång. Maxhastigheten är 65 kilometer/timme.
Den serietillverkades 1960–1987 och användes i många städer i Sovjetunionen. Den har efterhand tagits ur bruk, till exempel på Jerevans spårvägar 2004 och i Minskoch Tasjkent 2008.